# Gephyromantis
Gephyromantis es un género de anfibios anuros de la familia Mantellidae endémico de Madagascar.

## Especies
Se reconocen las 45 siguientes según ASW:
- Gephyromantis ambohitra (Vences & Glaw, 2001)
- Gephyromantis ampondo Vences, Köhler, Scherz, Hutter, Rabe Maheritafika, Rafanoharana, Raherinjatovo, Rakotoarison, Andreone, Raselimanana & Glaw, 2024[2]
- Gephyromantis asper (Boulenger, 1882)
- Gephyromantis atsingy[3] Crottini, Glaw, Casiraghi, Jenkins, Mercurio, Randrianantoandro, Randrianirina & Andreone, 2011
- Gephyromantis azzurrae Mercurio & Andreone, 2007
- Gephyromantis bemiray Vences, Köhler, Scherz, Hutter, Rabe Maheritafika, Rafanoharana, Raherinjatovo, Rakotoarison, Andreone, Raselimanana & Glaw, 2024[2]
- Gephyromantis blanci Guibé, 1974
- Gephyromantis boulengeri Methuen, 1920
- Gephyromantis cornutus (Glaw & Vences, 1992)
- Gephyromantis corvus (Glaw & Vences, 1994)
- Gephyromantis decaryi Angel, 1930
- Gephyromantis eiselti Guibé, 1975
- Gephyromantis enki (Glaw & Vences, 2002)
- Gephyromantis fuscus Vences, Köhler, Scherz, Hutter, Rabe Maheritafika, Rafanoharana, Raherinjatovo, Rakotoarison, Andreone, Raselimanana & Glaw, 2024[2]
- Gephyromantis granulatus (Boettger, 1881)
- Gephyromantis hintelmannae[4] Wollenberg, Glaw & Vences, 2012
- Gephyromantis horridus (Boettger, 1880)
- Gephyromantis klemmeri Guibé, 1974
- Gephyromantis leucocephalus Angel, 1930
- Gephyromantis leucomaculatus (Guibé, 1975)
- Gephyromantis luteus (Methuen & Hewitt, 1913)
- Gephyromantis mafy[5] Vieites, Wollenberg & Vences, 2012
- Gephyromantis malagasius (Methuen & Hewitt, 1913)
- Gephyromantis makira Vences, Köhler, Scherz, Hutter, Rabe Maheritafika, Rafanoharana, Raherinjatovo, Rakotoarison, Andreone, Raselimanana & Glaw, 2024[2]
- Gephyromantis moseri (Glaw & Vences, 2002)
- Gephyromantis plicifer (Boulenger, 1882)
- Gephyromantis pseudoasper (Guibé, 1974)
- Gephyromantis ranjomavo[6] Glaw & Vences, 2011
- Gephyromantis redimitus (Boulenger, 1889)
- Gephyromantis rivicola (Vences, Glaw & Andreone, 1997)
- Gephyromantis runewsweeki Vences & De la Riva, 2007
- Gephyromantis salegy (Andreone, Aprea, Vences & Odierna, 2003)
- Gephyromantis schilfi (Glaw & Vences, 2000)
- Gephyromantis sculpturatus (Ahl, 1929)
- Gephyromantis silvanus (Vences, Glaw & Andreone, 1997)
- Gephyromantis spiniferus (Blommers-Schlösser & Blanc, 1991)
- Gephyromantis striatus (Vences, Glaw, Andreone, Jesu & Schimmenti, 2002)
- Gephyromantis tahotra[7] Glaw, Köhler & Vences, 2011
- Gephyromantis tandroka (Glaw & Vences, 2001)
- Gephyromantis thelenae (Glaw & Vences, 1994)
- Gephyromantis tschenki (Glaw & Vences, 2001)
- Gephyromantis ventrimaculatus (Angel, 1935)
- Gephyromantis verrucosus (Angel, 1930)
- Gephyromantis webbi (Grandison, 1953)
- Gephyromantis zavona (Vences, Andreone, Glaw & Randrianirina, 2003)

## Publicación original
- Methuen, 1920 "1919" : Descriptions of a new snake from the Transvaal, together with a new diagnosis and key to the genus Xenocalamus, and of some Batrachia from Madagascar. Proceedings of the Zoological Society of London, vol.1919, p.349-355 (texto íntegro).